# Gratiot County
Gratiot County is een county in de Amerikaanse staat Michigan.
De county heeft een landoppervlakte van 1.477 km² en telt 42.285 inwoners (volkstelling 2000). De hoofdplaats is Ithaca.